# Kel Mitchell
Kel Johari Rice Mitchell (Chicago, 1978. augusztus 25. –) amerikai színész és stand-up komikus. A Sok hűhó című Nickelodeon vígjátéksorozat első öt évadának (1994-1999) egyik szereplőjeként vált ismertté.

## Élete
Az Illinois állambeli Chicagóban született, és South Side-ból származik. A Chicagói Szakközépiskolába járt, és drámaórákat vett az ETA Kreatív Művészeti Alapítványnál. Két nővére van, Kenyatta és Kyra.

## Pályafutása
Mitchell 15 évesen kezdte színészi karrierjét Kenan Thompson mellett a Nickelodeon vígjátéksorozatában, a Sok hűhóban, 1994 és 1999 között. Ő és Thompson 1996 és 2000 között a Kenan és Kel című sorozatban dolgoztak együtt.

## Magánélete
Mitchell hat éven át volt Tyisha Hampton felesége, egészen a 2005-ös válásukig. Két közös gyermekük van, egy 1999-ben született fiú és egy 2002-ben született lány.
Mitchell 2012. február 25-én vette feleségül Asia Lee rapper-t. Két közös gyermekük van, egy 2017 júliusában született lányuk és egy 2020 októberében született fiuk.
Mitchell és Lee 2016-ban díjat kaptak a The Back House Party című műsorukért a Carson Black Chamber-től. A Black College Expo szóvivője.
Áttért a kereszténységre. 2019 decemberében a Los Angeles-i Winnetkában található Spirit Food Christian Center egyik lelkésze volt.

## Filmográfia

### Film
| Év   | Cím                                   | Szerep                                  | Magyar hang      |
| ---- | ------------------------------------- | --------------------------------------- | ---------------- |
| 1997 | Good Burger                           | Ed                                      |                  |
| 1999 | Mystery Men – Különleges hősök        | Invisible Boy                           | Kaszás Gergő     |
| 2000 | Rocky és Bakacsin kalandjai           | Martin                                  | Seszták Szabolcs |
| 2006 | Like Mike 2: Streetball               | Ray                                     |                  |
| 2007 | Honeydripper                          | Junebug                                 |                  |
| 2009 | See Dick Run                          | Rich Jones                              |                  |
| 2011 | Dance Fu                              | Chicago Pulaski Jones/Pretty Eyed Willy |                  |
| 2011 | Harc Los Angelesben: Invázió a Földön | Lt. Tyler Laughlin                      |                  |
| 2013 | Caught on Tape                        | Marlon                                  |                  |